# Niehove
Niehove (en groningois : Nijhoof) est un village de la commune néerlandaise de Westerkwartier, situé dans la province de Groningue. 

## Géographie
Le village est situé entre Kommerzijl et Oldehove, à 14 km au nord-ouest de Groningue.

## Histoire
Niehove fait partie de la commune de Zuidhorn avant le 1er janvier 2019, date à laquelle celle-ci est rattachée à Westerkwartier.

## Démographie
Le 1er janvier 2018, le village comptait 269 habitants.

## Culture et patrimoine
Le village possède une église du XIIIe siècle et un ensemble architectural préservé. En octobre 2019, Niehove est distingué par le magazine Elsevier Weekblad comme le « plus beau village des Pays-Bas ».